# Катрин Зајберт
Катрин Зајберт, рођена као Катрин Хункеншроер (Дортмунд, 19. јун 1970), је њемачка играчица парабадминтона. Радила је за град Дортмунд до рођења ћерке, а сада се концентрише на своју међународну каријеру у парабадминтону.

## Спортска каријера
Зајберт је започела своју спортску каријеру у свом родном граду Дортмунду са ДЈК Саксонија Дортмунд, за коју је постигла успјех још као дијете. На примјер, освојила је титулу немачког омладинског првенства у сезони 1983/1984.
Током свог времена у ДЈК Саксонија Дортмунд, Зајберт је номинована за омладинску репрезентацију.
Године 2007, Зајберт је тешко обољела од рака (сарком меког ткива) у лијевој бутини. Током операције уклањања тумора, уклоњено је и неколико мишићних група. Резултат је трајни инвалидитет Зајбертине лијеве ноге. Од 2008. године па надаље, Зајберт је учествовала на међународним турнирима у парабадминтону. Зајберт је постигла успјех у све три дисциплине (сингл, дубл и мешовити дубл). На Свјетском првенству у парабадминтону 2013. у свом родном граду Дортмунду, Зајберт је освојила и титулу у мјешовитом дублу (са Петером Шницлером) и титулу у женском дублу (са Хеле Софи Сагеј [НОР]). Зајберт/Сагеј су успјешно одбраниле своју свјетску титулу у женском дублу 2015. године у Стоук-Мандевилу, Енглеска.
Зајбертини међународни успеси у мешовитом дублу су посебно вредни пажње. Од 2013. до 2019. године, Зајберт је освојила медаљу на сваком од четири Свејтска првенства у парабадминтону са укупно три различита партнера (1 златна, 1 сребрна, 2 бронзане).
Са својим тренутним партнером у мешовитом дублу Јан-Никласом Потом, Зајберт се квалификовала за премијеру парабадминтона на Параолимпијским играма у Токију 2020. године. На Параолимпијским играма, које су одложене за 2021. годину због пандемије коронавируса, тим у мјешовитом дублу завршио је на петом мјесту.
Зајберт циља да учествује на Љетњим параолимпијским играма 2024. године, на којима ће се такмичења у бадминтону одржати тек други пут.